# Palavras Cantadas
Palavras Cantadas è una raccolta del gruppo Madredeus, pubblicata nel 2001.

## Tracce
1. O Pastor
2. O Sonho
3. Não Muito Distante
4. O Segredo do Futuro
5. A Praia do Mar
6. Maio Maduro Maio
7. A Tempestade
8. A Vida Boa
9. A Capa Negra (Mano a Mano)
10. Cuidado
11. O Labirinto Parado
12. Os Senhores da Guerra
13. Alfama
14. Coisas Pequenas
15. Graça - A Última Ciência
16. Miradouro de Santa Catarina
17. Haja O Que Houver (dal vivo)